# Răzvan Patriche
Răzvan Bogdan Patriche Nichita (Bucarest, 29 aprile 1986) è un calciatore rumeno, difensore della Dinamo Bucarest.

## Carriera
Ha sempre giocato nel campionato rumeno, alternandosi tra la massima serie e la seconda divisione.